# Eckford de Brooklyn
Pour les articles homonymes, voir Eckford.
Eckford de Brooklyn (Eckford of Brooklyn en anglais) est un ancien club de baseball basé à Brooklyn aux États-Unis, qui opère en National Association en 1872. 

## Histoire
Fondé par un groupe d'ouvriers durant l'été 1855, le club dispute son premier match fin septembre 1856. Il s'agit d'un déplacement à Harlem pour y affronter les Morrisania Unions. Eckford, qui doit son nom à Henry Eckford, immigrant irlando-écossais qui a fait fortune dans la construction navale, s'impose 22-8.
En 1858, Brooklyn compte déjà 71 clubs de baseball (contre 35 à New York), mais Eckford, les Brooklyn Atlantics et les Brooklyn Excelsiors s'affirment comme les plus compétitifs. Les sélections des meilleurs joueurs qui affrontent leurs homologues new-yorkais recrutent d'ailleurs exclusivement au sein de ces trois clubs, comme c'est le cas le 21 octobre 1861 lors du match Brooklyn-New York qui se tient devant 15 000 spectateurs à Hoboken. Eckford est également représenté en 1857 lors de la fondation de la National Association of Base Ball Players. Eckford s'impose comme le meilleur club de cette ligue en 1861 et 1862.
Le club est indirectement mêlé à la première affaire de match truqué de l'histoire du baseball. Le 28 septembre 1865, les New York Mutuals laissent filer une victoire facile ; l'enquête montre qu'au moins trois joueurs des Mutuals ont volontairement perdu le match, en accord avec des parieurs. 
Les dirigeants d'Eckford sont présents lors de la réunion fondatrice de la National Association of Professional Base Ball Players en mars 1871. Le club refusant de s'acquitter des dix dollars de droits d'engagement, il ne s'aligne pas dans le premier championnat de la NAPBBP. À la suite de l'abandon des Fort Wayne Kekiongas en cours de saison, Eckford reprend son calendrier à partir de juillet, mais le club n'est pas classé. 
Eckford enregistre des résultats catastrophiques au niveau sportif et financier en 1872. Le club cesse ses activités tandis que ses joueurs partent renforcer les Brooklyn Atlantics.

## Saison par saison
| Saison | Ligue  | Saison régulière | Saison régulière | Saison régulière | Saison régulière | Saison régulière |
| Saison | Ligue  | Class.           | Vic.             | Déf.             | Nuls             | %Vic.            |
| 1872   | NAPBBP | 9e               | 3                | 26               | 0                | 0,103            |